# La Monomane de l'envie
La Monomane de l’envie dit aussi La Hyène de la Salpêtrière est un tableau de Théodore Géricault datant des années 1819-1822 et appartenant à la série des cinq portraits de fous (les monomanes) qu’il a réalisés pendant ces années. Ce portrait se trouve dans les collections du musée des Beaux-Arts de Lyon qui l’a acquis en 1908.

## Géricault et la série des monomanes
Selon le critique d’art Louis Viardot, le tableau de Lyon, dans la série des monomanes de Géricault, représenterait L’Envie, les quatre autres portraits représentant, quant à eux, le Vol d’enfants (Springfield Museum of Fine Arts), le Commandement militaire (musée Oskar Reinhart, Winterthur), Le Vol (musée des Beaux-Arts de Gand) et Le Jeu (musée du Louvre). Néanmoins, à part le lien évident entre ces cinq œuvres, rien n’est connu de leur origine. Contrairement à ce qu’a affirmé Viardot, on ne sait pas si elles ont été commandées par le docteur Étienne-Jean Georget, médecin chef à l’hôpital de la Salpêtrière à Paris.
Les noms de ces peintures évoquent la classification des différents types de folie mise en place par les médecins au temps de Géricault. Les folies étaient désignées sous le terme de « manies » ou de « monomanies », elles étaient considérées comme des « fixation(s) psychique(s) et obsédante(s) d'un malade sur un objet unique ». Cette classification devint obsolète dès la seconde moitié du XIXe siècle et laissa place à d'autres dénominations comme « délire de persécution », « folie des grandeurs » ou « délire de jalousie ».
La folie, l’aliénation et l’irrationalité, en tout cas, n’ont pas manqué de constituer une source d’inspiration pour Géricault, qui comme d’autres artistes de la même époque (Goya fut le premier) se place à l’opposé du rationalisme des Lumières. La peinture dans ce tableau devient introspective : Géricault examine l’influence de l’état mental sur le visage, car c’est à travers celui-ci que transparaît la personnalité réelle d’un être. Le visage révèle la nature de la folie, ici l’envie. Au cours de sa vie, Géricault a ainsi réalisé de nombreuses études d’aliénés internés en se rendant dans les différents hôpitaux et institutions de Paris où ils étaient enfermés. Il s'est intéressé à tous les individus relégués au bas de l'échelle sociale et, outre les aliénés, il a consacré une partie de son travail aux criminels, notamment à l'étude des têtes des guillotinés (on connaît de lui plusieurs peintures représentant criminels et membres humains coupés).

Autres Monomanes de Géricault
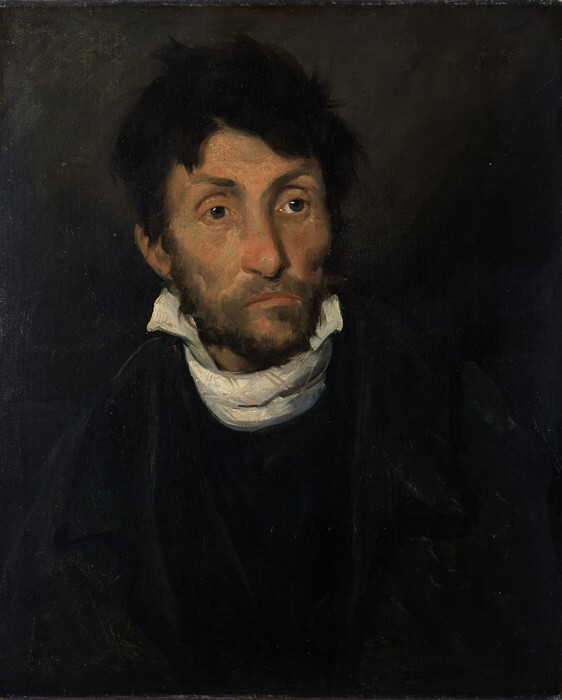
Monomane du vol, ou Le Fou aliéné, ou Le cleptomane, vers 1820 musée des Beaux-Arts de Gand
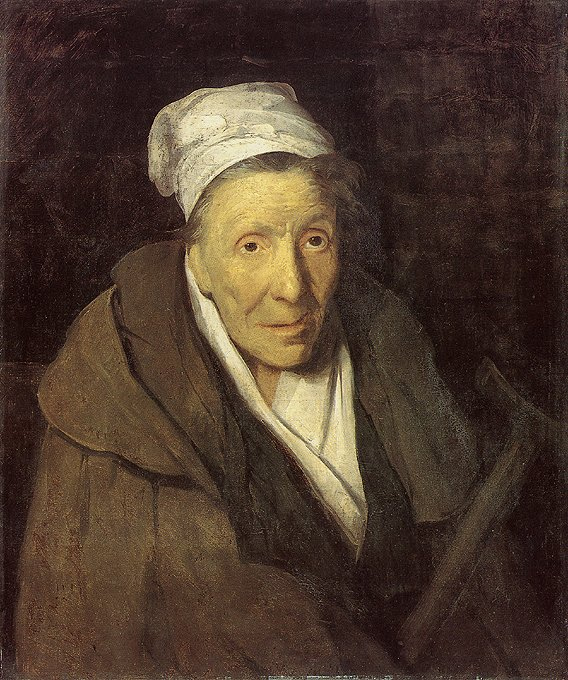
La Monomane du jeu, vers 1820 Musée du Louvre
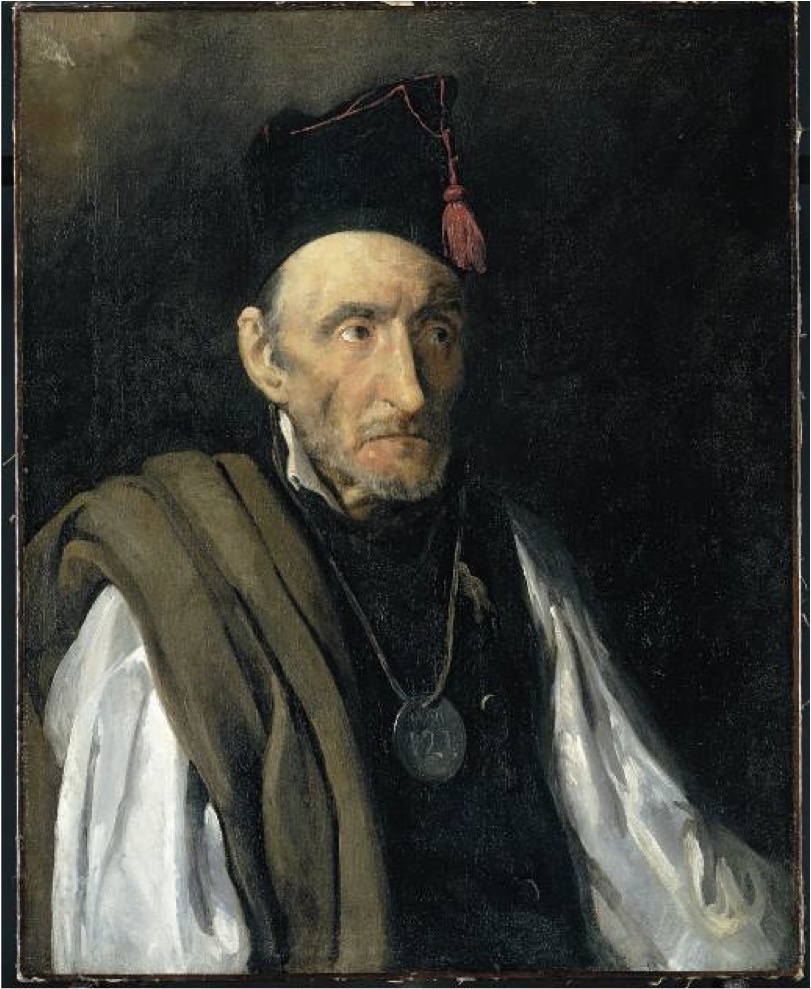
Le Monomane du commandement militaire Winterthour, musée Oskar Reinhart « Am Römerholz »
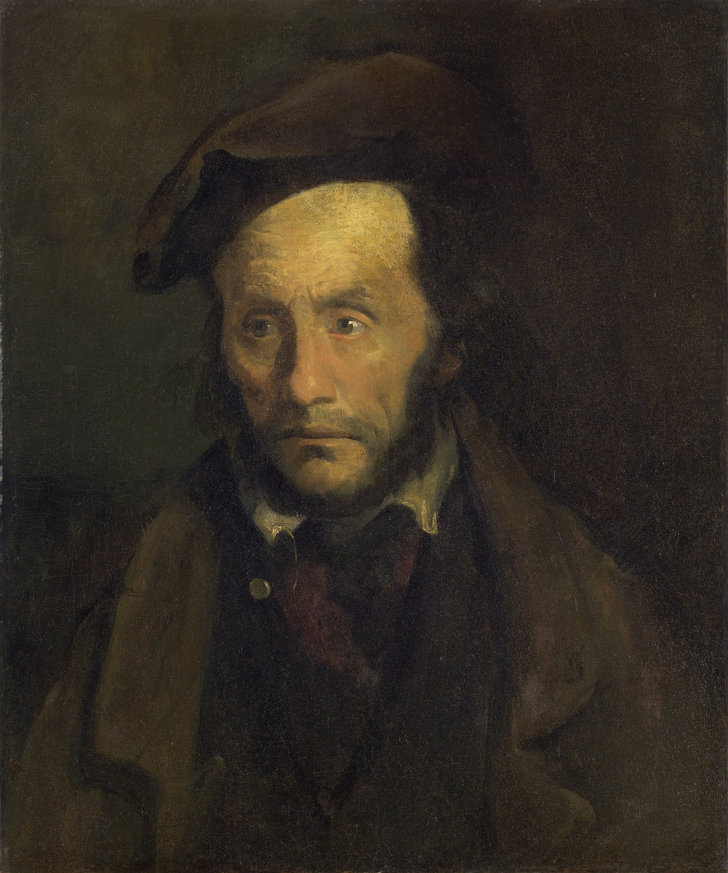
Le Monomane du vol d'enfants Springfield, Museum of Fine Arts

## Description
Le portrait est d'un réalisme sans concession, d’une précision absolue dans la description des détails du visage, et c’est presque une étude clinique qui est faite de cette folle. Toute l’attention est portée sur les éléments physiques, sur ce visage qui dénote le trouble psychologique de la femme : Géricault insiste sur la tension qui le traverse et en fait une mimique, sur la crispation de la bouche, la fixité du regard exorbité mais aussi sur la coiffe de la vieille femme.